# Контрастная рентгенография
Контрастная рентгенография — группа методов рентгенологического исследования, основанных на контрастировании полых анатомических образований рентгеноконтрастными препаратами.
Контрастная рентгенография применяется для визуализации полых органов, когда необходимо оценить их локализацию и объём, структурные особенности их стенок, функциональные характеристики. При некоторых исследованиях (например, при ирригоскопии) также изучается структура стенок полых органов после их опорожнения от контрастного вещества.
Данные методы широко используются при рентгенологическом исследовании желудочно-кишечного тракта, органов мочевыделительной системы (урография), оценке локализации и распространённости свищевых ходов (фистулография) и т. д.